# Eddy Van Wemmel
Eddy Van Wemmel (1960) is een Belgisch voormalig powerlifter.

## Levensloop
Van Wemmel behaalde eenmaal zilver (1984) en tweemaal brons (1982 en 1983) op de wereldkampioenschappen. Daarnaast behaalde hij driemaal brons (1981, 1982 en 1983) op de Europese kampioenschappen. 